# Mezőlak
Mezőlak is een plaats (község) en gemeente in het Hongaarse comitaat Veszprém. Mezőlak telt 1076 inwoners (2001).